# Eschborn-Frankfurt 2018
El Gran Premi de Frankfurt 2018 fou la 56a edició del Gran Premi de Frankfurt. Es disputà l'1 de maig de 2018 sobre un recorregut de 212,5 km. La cursa formava part de l'UCI World Tour
El vencedor final fou el noruec Alexander Kristoff (Katusha-Alpecin) que s'imposà a l'esprint per quarta vegada consecutiva en aquesta cursa. L'acompanyaren al podi Michael Matthews (Team Sunweb) i Oliver Naesen (AG2R La Mondiale).

## Equips
Vint equips prendran part a la cursa: deu WorldTeams i onze equips continentals professionals.
| WorldTeams (10)- AG2R La Mondiale - Bahrain-Merida - Bora-Hansgrohe - Lotto Soudal - Quick-Step Floors - Katusha-Alpecin - Team Sunweb - Trek-Segafredo - UAE Team Emirates - Dimension Data Equips continentals professionals (11)- Cofidis, Solutions Crédits - Sport Vlaanderen-Baloise - Roompot-Nederlandse Loterij - Fortuneo-Samsic - Aqua Blue Sport - WB-Aqua Protect-Veranclassic - Nippo-Vini Fantini-Europa Ovini - Gazprom-RusVelo - Vérandas Willems-Crelan - Wanty-Groupe Gobert - CCC Sprandi Polkowice |
| |

## Classificació final
| \| Classificació general \| Classificació general \| Classificació general \| Classificació general \| Classificació general \| \| Corredor \| Corredor \| Equip \| Temps \| \| \| --------------------- \| -------------------------- \| ------------------------------- \| --------------------- \| --------------------- \| \| 1r \| Alexander Kristoff \| UAE Team Emirates \| 5h 13' 25" \| \| \| 2n \| Michael Matthews \| Team Sunweb \| + 0" \| \| \| 3r \| Oliver Naesen \| AG2R La Mondiale \| + 0" \| \| \| 4t \| Andrea Pasqualon \| Wanty-Groupe Gobert \| + 1" \| \| \| 5è \| Sean De Bie \| Verandas Willems-Crelan \| + 1" \| \| \| 6è \| Grega Bole \| Bahrain-Merida \| + 1" \| \| \| 7è \| Sam Bennett \| Bora-Hansgrohe \| + 2" \| \| \| 8è \| Edvald Boasson Hagen \| Dimension Data \| + 2" \| \| \| 9è \| Jan Tratnik \| CCC Sprandi Polkowice \| + 2" \| \| \| 10è \| Juan José Lobato del Valle \| Nippo-Vini Fantini-Europa Ovini \| + 2" \| \| \| 11è \| Pieter Vanspeybrouck \| Wanty-Groupe Gobert \| + 2" \| \| \| 12è \| Luka Pibernik \| Bahrain-Merida \| + 3" \| \| \| 13è \| Julien Simon \| Cofidis, Solutions Crédits \| + 3" \| \| \| 14è \| Rémy Mertz \| Lotto-Soudal \| + 3" \| \| \| 15è \| Kenneth Vanbilsen \| Cofidis, Solutions Crédits \| + 3" \| \| |                            |                                 |            |
| |                            |                                 |            |
| Font: ProCyclingStats |                            |                                 |            |
| Classificació general |                            |                                 |            |
| Corredor | Corredor                   | Equip                           | Temps      |
| 1r | Alexander Kristoff         | UAE Team Emirates               | 5h 13' 25" |
| 2n | Michael Matthews           | Team Sunweb                     | + 0"       |
| 3r | Oliver Naesen              | AG2R La Mondiale                | + 0"       |
| 4t | Andrea Pasqualon           | Wanty-Groupe Gobert             | + 1"       |
| 5è | Sean De Bie                | Verandas Willems-Crelan         | + 1"       |
| 6è | Grega Bole                 | Bahrain-Merida                  | + 1"       |
| 7è | Sam Bennett                | Bora-Hansgrohe                  | + 2"       |
| 8è | Edvald Boasson Hagen       | Dimension Data                  | + 2"       |
| 9è | Jan Tratnik                | CCC Sprandi Polkowice           | + 2"       |
| 10è | Juan José Lobato del Valle | Nippo-Vini Fantini-Europa Ovini | + 2"       |
| 11è | Pieter Vanspeybrouck       | Wanty-Groupe Gobert             | + 2"       |
| 12è | Luka Pibernik              | Bahrain-Merida                  | + 3"       |
| 13è | Julien Simon               | Cofidis, Solutions Crédits      | + 3"       |
| 14è | Rémy Mertz                 | Lotto-Soudal                    | + 3"       |
| 15è | Kenneth Vanbilsen          | Cofidis, Solutions Crédits      | + 3"       |